# Dasydytidae
Dasydytidae zijn een familie van de buikharigen. 

## Taxonomie
De volgende taxa zijn bij de familie ingedeeld:
- Geslacht Anacanthoderma Marcolongo, 1910
- Geslacht Chitonodytes Remane, 1936
- Geslacht Dasydytes Gosse, 1851
- Geslacht Haltidytes Remane, 1936
- Geslacht Ornamentula Kisielewski, 1991
- Geslacht Setopus Grünspan, 1908
- Geslacht Stylochaeta Hlava, 1904